# Anne Alvaro
Anne Alvaro (Orano, 25 ottobre 1951) è un'attrice francese.

## Riconoscimenti
Ha vinto due volte il Premio César per la migliore attrice non protagonista, nel 2001 per Il gusto degli altri e nel 2011 per Le Bruit des Glaçons.
Nel 2009 ha vinto il premio Molière per la migliore attrice per Gertrude (le cri) avendo la meglio su attrici quali Marie Laforêt e Mélanie Thierry.

## Filmografia
- Bérénice, regia di Raúl Ruiz (1983)
- Danton, regia di Andrzej Wajda (1983)
- La java des ombres , regia di Romain Goupil (1983)
- La villa dei pirati (La ville des pirates), regia di Raúl Ruiz (1983)
- Point de fuite, regia di Raúl Ruiz (1984)
- Régime sans pain, regia di Raúl Ruiz (1985)
- Dans un miroir , regia di Raúl Ruiz (1986)
- La luce del lago (La lumière du lac), regia di Francesca Comencini (1988)
- Le goût de plaire, regia di Olivier Ducastel (1989)
- Les chevaliers de la table ronde, regia di Denis Llorca (1990)
- Une vue imprenable, regia di Amal Bedjaoui (1993)
- Elle grandit si vite, regia di Anne Théron (1999)
- À mort la mort!, regia di Romain Goupil (1999)
- Il gusto degli altri (Le Goût des autres), regia Agnès Jaoui (2000)
- Lo scafandro e la farfalla (Le scaphandre et le papillon), regia di Julian Schnabel (2007)
- Les bureaux de Dieu, regia di Claire Simon (2008)
- Le Bruit des glaçons, regia di Bertrand Blier (2010)
- Mister Morgan (Mr. Morgan's Last Love), regia di Sandra Nettelbeck (2013)
- Un giorno devi andare, regia di Giorgio Diritti (2013)
- Yves Saint Laurent, regia di Jalil Lespert (2014)
- Due sotto il burqa (Cherchez la femme), regia di Sou Abadi (2017)

## Doppiatrici italiane
- Livia Giampalmo in Danton
- Fabrizia Castagnoli in Mister Morgan
- Ludovica Modugno in Il gusto degli altri
- Rita Savagnone in Yves Saint Laurent
- Barbara Castracane in Due sotto il burqa